# 沃尔特·布朗 (皮划艇运动员)
沃尔特·布朗（英語：Walter Brown，1925年5月31日—2011年4月15日），澳大利亚男子皮划艇运动员。他曾代表澳大利亚参加1956年夏季奥林匹克运动会皮划艇比赛，获得男子双人皮艇10000米铜牌。